# Mahāvastu
Mahāvastu lub Mahāvastu-Avadāna – spisany mieszanką sanskrytu i prakrytów kanoniczny tekst buddyjski, uznawany za historyczne wprowadzenie do Winaji (reguły życia monastycznego). Traktat powstał pomiędzy II wiekiem p.n.e., a IV wiekiem n.e. w obrębie Lokottarāvady, jednej z wczesnych szkół buddyjskich.

## Informacje ogólne
Lokottarāvada wyodrębniła się z Mahasanghiki (wielka sangha) szkoły, powstałej w wyniku pierwszej schizmy (IV wiek p.n.e., po drugim soborze buddyjskim). Cechą wyróżniającą Lokottarāvadinów był doketyzm, czyli uznanie natury Gautamy Buddy za nieziemską (lokottara) i wynikające z tego założenie pozorności jego zewnętrznej, ludzkiej postaci.
Łączona z nimi Mahāvastu jest kompilacją tekstów zebranych na przestrzeni setek lat najprawdopodobniej pomiędzy II wiekiem p.n.e., a IV wiekiem n.e. Traktat został napisany w tzw. „sanskrycie mieszanym” (lub inaczej „sanskrycie buddyjskim”), opartym na proto-kanonicznch prakrytach, w niektórych partiach tekstu wykazujących znaczne podobieństwo do języka palijskiego.

## Treść, a miejsce w kanonie
Treść to biografia Siakjamuniego, którą zgodnie z doktryną Lokottarāvadinów wzbogacono o towarzyszące jego życiu liczne opisy cudów, a z czasem uzupełniono o dżataki (wcześniejsze żywoty Buddy) oraz awadany (legendy). 
Całość podzielona została na trzy części, z których pierwsza opowiada o życiu bodhisattwy w czasach Buddy Dīpankary (budda czasów przeszłych). Kolejna jest zapisem okresu trwającego od narodzin (a właściwie odrodzenia się w niebie Tuszita) do momentu oświecenia. Ostatnia opisuje powstanie pierwszej, historycznej, buddyjskiej sanghi. Treść w przybliżeniu odpowiada palijskiej Mahavadze, z niewielką jednak ilością pouczeń dotyczących życia zakonnego.
Ten istotny brak monastycznych wskazań powoduje, że pomimo tego, iż Mahāvastu jest częścią uznawanej przez Lokottarāvadę Winaji, traktowana jest raczej jako jej historyczny wstęp niż właściwy opis wymaganych od mnichów zachowań. Z kolei znaczne podobieństwo do Mahavaggi rodzi przypuszczenia, iż oba traktaty powstały na podstawie tego samego źródła.

## Znaczenie
Pomimo tego, że traktat wnosi niewiele nowego do właściwego buddyjskiego przekazu (pomija nawet istotę doktryny Lokottarāvady), jest uznawany przez badaczy za dzieło o istotnym znaczeniu. Zawiera bowiem informacje o wielu nieistniejących już tradycjach, spisanych starszą wersją kanonicznego pisma.